# Darkstalkers 3
Darkstalkers 3 (ヴァンパイア セイヴァー The Lord of Vampire, Vanpaia Seiva Za Rodo Obu Vanpaia) est un jeu vidéo de combat développé et édité par Capcom, sorti en 1998 en jeu vidéo sur PlayStation. C'est l'adaptation de Vampire Savior: The Lord of Vampire sur ce support. Il comprend les personnages de Vampire Savior: The Lord of Vampire et Vampire Savior 2: The Lord of Vampire

## Système de jeu
Le système de combat de Darkstalkers 3 diffère des précédents opus de la série. Il n'est plus questions de rounds, mais de Damage Gauge System. Chaque personnage dispose de deux jauges de vie. Le but est de vider celles de l'adversaire. Pour cela, le joueur a à disposition 6 boutons: 3 pour les coups de pied, et 3 pour les coups de poing. À chaque fois qu'un des joueurs voit sa barre de vie vidée, les deux combattants reprennent leurs positions comme s'ils débutaient un nouveau combat. Le personnage n'ayant pas perdu conserve sa jauge de vie, et l'autre personnage se voit attribuer une autre jauge. Au fur-et-à mesure des coups portés,les joueurs remplissent le Dark Force System, qui,une fois rempli, permet d'effectuer des coups spéciaux plus puissants que ceux proposés de base. Une fois le joueur attaqué, il voit une partie de ses points de vie perdus s'afficher en blanc. Il pourra les récupérer en ne subissant aucun dégâts,,.
Darkstalkers 3 inclut deux nouveaux modes de jeu par rapport aux versions arcade, les modes "Dark Force Change" et "Dark Force Power". Les deux demandent au joueur de sélectionner un personnage, puis d'enchaîner les combats afin d'augmenter les capacités du personnage.

## Scénario
L'un des huit nobles de Makai, Jedah Dohma, se réveille après un long sommeil. En voyant l'état du monde des démons, il décide de le détruire afin d'en recréer un meilleur. Pour parvenir à ses fins, il invoque des âmes dignes de vivre dans ce nouveau monde.

## Accueil
Randy Nelson, du site IGN dit de Darkstalkers 3 qu'il est "un effort de Capcom, avec son gameplay technique". Il trouve les animations "fluides et étonnamment bien animées compte tenu des limitations de mémoire de la PlayStation". Il qualifie le jeu de "rapide, amusant et étonnamment équilibré. Facilement l'un des meilleurs jeux de combat de Capcom".
Jeff Gerstmann, rédacteur chez GameSpot trouve le jeu "amusant". À l'instar de Randy Nelson, il qualifie le jeu comme "le meilleur jeu de combat de Capcom ces dernières années". Il conclut par "si vous êtes un fan des jeux de combat façon Capcom, ou si vous en avez marre de la récente approche de Capcom en matière de clonage, Darkstalkers 3 est fait pour vous".